# 新竹埔頂慈雲庵
新竹埔頂慈雲庵，俗稱新竹祖師廟、埔頂祖師廟、關埔祖師廟，址為新竹市東區埔頂路193號，主奉清水祖師，是一座臺灣民間信仰的祖師廟，每逢農曆正月初六祖師誕辰有慶典。

## 沿革
清德宗光緒五年（1877年），福建省泉州府安溪縣人士黃朝渡海來臺，奉請安溪清水巖之清水祖師，至埔頂庄（今日新竹市東區）開墾，遂建廟奉祀，以求去除水旱各災，風調雨順。
2011年，埔頂慈雲庵紀念安座一百廿五年，舉辦「慶成福醮法會」。市長許明財、立委呂學樟、新竹市議會議長謝文進、議員林智堅等人到慈雲庵參拜，許明財稱清水祖師神威顯赫，庇佑埔頂庄發展快速前進，是本地信仰中心；議長謝文進則稱，慈雲庵清水祖師多年來保佑新竹市東區民眾，東區更是出了不少賢達人士，林智堅議員就是最好的例子。
2016年埔頂慈雲庵捐獻廟前戲臺土地180坪土地，價值超過新臺幣一億元，供政府興建里民活動中心，此時的林智堅已經成為新竹市長，2017年2月，林智堅贈匾「神恩浩蕩」，以示感謝，林智堅表示，關埔重劃區寸土寸金，慈雲庵無償提供公家億元土地，可說是新竹市「最貴卻也最有人情味」的里集會所，是地方與政府合作的典範。除了感謝贈地以外，林智堅還提到埔頂慈雲庵所供奉的清水祖師自古庇佑黎民，早期地方屢屢旱災，向清水祖師求雨皆有所獲。

## 祀神
- 清水祖師
- 神農大帝
- 福德正神
- 普庵祖師
- 觀音大士
- 法主公
- 中壇元帥
- 玄天上帝
- 廣澤尊王
- 齊天大聖